# スノー・ドッグ
『スノー・ドッグ』（原題: Snow Dogs）は、2002年制作のアメリカ映画。

## ストーリー
テッド・ブルックス（キューバ・グッディング・ジュニア）は、養母のアメリア（ニシェル・ニコルズ）と弟のルパート（シスコ）と共にマイアミで大きな歯科医院を経営している売れっ子歯科医であり、彼の広告トラックがマイアミを席巻しているのは軽い自慢でもあった。
そんなある時、彼の実の母親が亡くなり、その遺産相続に関する手紙が届き、老パイロットのジョージ・マーフィ（M・エメット・ウォルシュ）が自家用機に乗って迎えにくる。そして向かった先は、常夏のマイアミとは正反対の極寒の地アラスカであり、テッドの実の母親が残した遺産というのは、8頭の犬と犬ゾリのチームであり、それを巡ってサンダー・ジャック（ジェームズ・コバーン）という男と対立する羽目になる。実はテッドの実の母親は犬ゾリレースの名人であり、世界一過酷な犬ゾリレース<北極チャレンジ>で何度もチャンピオンになっていたことを知る。そんな彼女が残したスーパー・ドッグたちは曲者揃いであり、犬たちに振り回されて困惑するテッドだったが、運命のいたずらか、彼らと一緒に世界一過酷な犬ぞりレース<北極チャレンジ>に参加することになってしまう。呆れかえる町の住人たちを横目に、さっそくレースのエキスパートである犬たちの指導(?)の下、厳しい特訓が始まった。そして、テッドは自らのルーツを辿っていくことになる。

## キャスト
※括弧内は日本語吹替
- テッド・ブルックス - キューバ・グッディング・ジュニア（小山力也）
- バーブ - ジョアンナ・バカルソ（岡寛恵）
- サンダー・ジャック - ジェームズ・コバーン（小林清志）
- ルパート・ブルックス - シスコ（檀臣幸）
- アメリア･ブルックス - ニシェル・ニコルズ（藤田淑子）
- ジョージ・マーフィ - M・エメット・ウォルシュ（大木民夫）
- アーニー - ブライアン・ドイル＝マーレイ（松岡文雄）
- ピーター・イエローベアー - グラハム・グリーン（水野龍司）
- マイケル・ボルトン（山路和弘）

## スタッフ
- 監督：ブライアン・レヴァント
- 脚本：ジム・カウフ、トミー・スワードロウ、マイケル・ゴールドバーグ、マーク・ギブソン、フィリップ・ハルプリン
- 製作総指揮：クリスティン・ウィンテカー、ケーシー・グラント
- 製作：ジョーダン・カーナー
- 撮影：トーマス・アッカーマン
- 音楽：ジョン・デブニー
- 編集：ロジャー・ボンデリ

## 日本語版制作スタッフ
- 字幕：林完治